# Мита Стойчева
Мита Ганева Стойчева е българска народна певица.

## Биография
Родена е на 22 март 1909 г. в село Мекиш (днес Обединение), Търновско. Израства в естествена музикална среда – майка ѝ и по-голямата ѝ сестра често пеят. От малка започва да се изявява на селските младежки събирания, а учителят ѝ по музика Александър Петков Земни запалва у нея истинската любов към музиката. „Тя изпъкваше пред останалите деца със своя сладък мелодичен глас – спомня си учителят. Не ми беше трудно да я изтъквам като особено даровита, защото при всяко нейно запяване веднага бликваше силата на завладяващия ѝ сърцето глас.“
Първото си признание певицата получава пред селската публика. Нейните учители искат да я изпратят да учи музика, но неукият баща, стреснат от неизвестността, отказва. Омъжва я преди да е навършила 16 години. Тежък и труден е селският живот. Работата е много, немотията – голяма, но Мита и тогава не забравя песента. Пее навсякъде: на нивата, в къщи. Хората харесват нейния топъл и звучен глас и често се спират да я слушат.
През 1939 г. на голям селскостопански събор в Търново се провежда състезание за певци. Мита Стойчева печели първа награда. Това е началото на нейната слава извън пределите на родното ѝ село. През 1940 г. е поканена да запише песни от фирмата за грамофонни плочи „Микрофон“. Това се повтаря и през следващите две години. През 1942 година Мита Стойчева пее за първи път в Радио София, но редовен сътрудник става едва четири години по-късно. Премества се да живее в София и скоро се утвърждава като най-търсената и обичана народна певица. През 1954 г. образува певческа група от известни народни изпълнители с цел популяризиране на музикалния фолклор. Групата е „Наша песен“ и включва Лалка Павлова, Ика Стоянова, Славка Секутова, Радка Кушлева, Борис Машалов и Борис Карлов – акордеон. С тази група Мита Стойчева изнася над 5000 концерта в България и зад граница. Сърбия, Чехия, Германия са само някои от посетените страни. Това са първите изпълнители, посланици на българската народна песен в чужбина.
Умира на 20 август 1976 г.

## Дискография

### Студийни албуми

#### Дългосвирещи плочи
- „Мита Стойчева“ (Балкантон – ВНА 1132)
- „Мита Стойчева“ (Балкантон – ВНА 10161) (1978)
- „Мита Стойчева“ (Балкантон – ВНА 11347) (1984)

#### Аудиокасети
- „Непресъхващи извори“ (Балкантон – ВНМС 7650)

### Малки плочи
- „Народни песни изпълнява Мита Стойчева“ (Балкантон – 5615)
- „Мита Стойчева – народни песни“ (Балкантон – ВНК 2541)
- „Мита Стойчева“ (Балкантон – ВНК 2590)
- „Мита Стойчева“ (Балкантон – ВНК 3185) (1975)

### Плочи на 78 оборота, издадени от „Радиопром“
- Над село хвъркат патките / Иван Димитро думаше – изд. номер 1110
- Засвирила медна свирка / Месечинко ле, денино – изд. номер 1111
- Да зная, мамо, да зная / Снощи са турци дойдели – изд. номер 1112
- Тодор Тодорки думаше / Стоян през гора вървеше – изд. номер 1174
- Мама Яна буди / Донка седи на прозорка – изд. номер 1244
- Блазе на баба паньовица / Че стана Хаджи Димитър – изд. номер 1251
- Янка през гора вървеше / Стори се хоро голямо – изд. номер 1255
- Мама Стояна думаше – изд. номер 1259
- Диляна мома / Разболял се Стоян добър юнак – изд. номер 1262

## Репертоар
В своя репертоар Мита Стойчева има хайдушки, исторически, любовни, жътварски, семейно-битови песни – общо около 400. Най-ярко впечатление правят бавните ѝ хайдушки песни. Самата тя има предпочитание към безмензурните мелодии. В богатата им орнаментика се изявява в пълнота прекрасния глас на певицата. Сред най-популярните и песни са: „Станю перчем реши“, „Отдолу идат ергените“, „Авлига пее“, „Гукнали сиви гълъби“, „Трима братя дюлгери“, „Снощи са турци дойдели“, „Какво сей хоро извило“, „Изпровикна се Стоянка“, „Похвалил ми се Бобина свекър“, „Стоян месечко думаше“, „Мама Яна буди“ и други.

## Почит
Името на Мита Стойчева носи основаното през 1900 г. читалище в село Обединение – читалище „Мита Стойчева 1900“.